# Kopāganj
Kopāganj är en ort i Indien.   Den ligger i distriktet Mau och delstaten Uttar Pradesh, i den nordöstra delen av landet, 700 km öster om huvudstaden New Delhi. Kopāganj ligger 78 meter över havet och antalet invånare är 33 539.
Terrängen runt Kopāganj är mycket platt. Runt Kopāganj är det mycket tätbefolkat, med 1 313 invånare per kvadratkilometer. Närmaste större samhälle är Mau, 8,6 km söder om Kopāganj. Trakten runt Kopāganj består till största delen av jordbruksmark.